# ストレイヤーズ・クロニクル
『ストレイヤーズ・クロニクル』（Strayer's Chronicle）は、本多孝好による小説作品。およびそれを原作とした映画作品（主演は岡田将生、監督は瀬々敬久、2015年公開）である。
『小説すばる』にて2010年にACT-1が、2011年にACT-2が、2012年にACT-3が連載された。挿絵は、『魍魎戦記MADARA』、『多重人格探偵サイコ』の田島昭宇。

## あらすじ
極秘機関の実験により、子供たちは様々な特殊能力を獲得した。しかしそれと引き換えに20歳前後までしか生きられない運命を背負う。彼らは未来の希望を信じた荏碕昴たち「チームスバル」と、未来に絶望し人類の破滅を企てる学たち「チームアゲハ」とに分かれ、死闘を繰り広げることになる。
昴は渡瀬の指揮の下にチームスバルを率いて能力を駆使した裏工作作戦に従事していた。そんなある日、昴たちの前に学が率いる悪者たちを能力で襲撃する日々を送っていたチームアゲハが敵意をむき出しにして接触して来た。その学たちの目的はチームアゲハのメンバーが後数年で寿命が尽きる危機から、昴側の科学者に寿命を伸ばす方法を強引に聞き出すことだったのだ。

## 登場人物

### チーム・スバル
被験者となる親の脳に強いストレスを与え異常なホルモンを発生させて産まれた子供たちのグループ。人間の潜在能力をフルに発揮する反面脳に負荷がかかりやすく、成人してからは『破綻』と呼ばれる精神崩壊によって廃人となるリスクを伴っている。
荏碕 昴（えざき すばる）
本作品の主人公。チームスバルにて最年長の美青年。裕福な荏碕家に居候している。能力は「超視覚」であり、相手の動きを数秒先まで完全に先読みできる他、格闘技を一度見ただけで覚えることも出来る。亘を「破綻」から救うため、政治家の渡瀬の下で様々な任務をこなしていく。
玄馬 沙耶（げんば さや）
灰色の瞳を持つ音大生であり、能力は数キロ先のささやき声すら聞き分ける「非常に鋭敏な聴覚」。なお、実写映画版に「灰色の瞳」という設定は反映されていない。
秋山 隆二（あきやま りゅうじ）
坊主頭の高校生であり、能力は進化した敏捷性による「超高速移動」。戦いの際には鉄球を投げて攻撃する。
良介（りょうすけ）
ひきこもりがちの中学生。能力は見たものを一瞬で記憶する「超記憶」。
亘（わたる）
能力は常人離れした「超腕力」で無痛だが「破綻」をきたして以来、渡瀬に引き取られる。
原作イラストでは顔に傷がついた青年として描かれる。
寛人（ひろと）
5人と同じ被験体だが、作中の2年前に死亡する。
実写映画版では「サイコキネシス」らしき能力を見せている。

### チーム・アゲハ
遺伝子操作によって動物や昆虫の遺伝子を植え付け、人間にはない特殊能力を持った子供たちのグループ。その能力の代償として老化が非常に早く通常は20歳代前後しか生きられず、機関が閉鎖されてからは実験の関係者や犯罪者たちに対して残虐な殺人を繰り返すようになった。
学（マナブ）
車椅子に乗った貧弱な少年で「アゲハ」のリーダー格。能力は身体に巣喰う致死率80%の強力な「ウイルス」で、彼が死んだ瞬間に抗体が失われてパンデミックを発動する。
最終決戦時に重傷を負うが、その後死亡しウイルスが放出されたのか、それとも助かったのかは劇中で描かれることは無かった。
碧（アオイ）
地味な少女で、能力はイルカやコウモリの遺伝子によって高周波で敵を探索する「レーダー」。
能力はまったく戦闘向きではないが、他のアゲハたちと違って生殖が可能であり、また寿命も人間と同じほど。
原作では眼鏡をかけているが、映画版では省略された。
最終決戦後も生き残り、一時期半同棲していた聡志に昴を通じて手ぬぐいを返した。
モモ
明るい少女で、能力はテッポウウオの遺伝子による「超圧縮呼気」であり、歯列矯正具に仕込んだ鉄鋲を吹いて攻撃する。
原作イラストでは、パーマをかけた髪にタラコ唇という容姿。ヒデと同様、なぜか名前が片仮名で表示される。
最終決戦の際には静と共に昴たちに自分たちの情報を教えた後に榊の部隊に射殺された。
静（シズカ）
OL風の女性。能力はフグや毒蛇の遺伝子により離れた相手を誘惑する「幻惑麻痺」と口づけをした相手の命を奪う「毒」。
最終決戦の際にはモモと共に昴たちに自分たちの情報を教えた後に榊に銃撃され息絶えた。
壮（ソウ）
10代半ばの少年で、能力はチーターの遺伝子による隆二と同じ「超高速移動」と強い腕力であり、ナイフを使い攻撃する。
原作イラストでは金髪でパンクファッションという姿だが、映画版では黒髪でスカジャンを着ている。
最終決戦の際には、理論的には寿命を超えていたことに加え隆二との戦闘のために「常識を超えたドーピング」を行っていたため、隆二に碧を守るよう頼んだ後静かに息を引き取った。
輝（テル）
大学生風の青年であり、能力は「四本の腕」。映画版では未登場。
最終決戦の際にはヒデ、学と共に渡瀬の居る建物へと侵攻したが、間も無く寿命によって死亡する。
英（ヒデ）
首にタトゥーがあるチンピラ風の青年。能力はアルマジロや甲虫の遺伝子による「全身硬化」で、指を針のようにして戦う。
モモと同じで、なぜか「英」では無く「ヒデ」と名前を片仮名で表示される。
最終決戦後も生き残り、学のウイルスのワクチンを作るよう人類に促すようなインターネットウイルスを作りそれを拡散した。

### その他
渡瀬 浩一郎（わたせ こういちろう）
野党の若手政治家。世間からの人気は高い。チーム・スバルに任務を課している。
大曾根 悠里（おおそね ゆり）
誠の娘。(映画版では孫)
大曾根 誠（おおそね まこと）
大物政治家。
牧田 俊哉（まきた しゅんや）
誠の個人秘書。
岬（みさき）
荏碕家の家政婦。
優実（ゆみ）
岬の娘。
佐倉 伸吾（さくら しんご）
キャバクラ専門のスカウトマン。
三井 徹（みつい とおる）
零細出版社社長。
高谷（たかや）
建設会社社長。
赤城（あかぎ）
麻薬密売人。
ドバト
裏社会の情報屋。
神谷 昌樹（かみや まさき）
ITセキュリティ会社を経営する青年実業家。
映画版では原発反対を訴えるエコテロリスト。
前島 克俊（まえしま かつとし）
トラブルコンサルタント。通称「カラス」。神谷に依頼され裏の仕事を請け負う。
丸山 聡志（まるやま さとし）
碧の部屋の隣に住んでいる大学生。就職活動中。
リム・シェンヤン
チーム・アゲハを創りだした科学者。
井坂 卓（いさか　すぐる）
イラク派遣経験のある元自衛官で警備会社「ガリソン」社長。渡瀬の下で働く。

## 書誌情報
| タイトル                         | 単行本（集英社）                     | 文庫本（集英社文庫）                 | 初出                                |
| -------------------------------- | ------------------------------------ | ------------------------------------ | ----------------------------------- |
| ストレイヤーズ・クロニクル ACT-1 | 2012年4月5日 ISBN 978-4-08-771445-6  | 2015年3月20日 ISBN 978-4-08-745291-4 | 『小説すばる』 2010年1月号 - 8月号  |
| ストレイヤーズ・クロニクル ACT-2 | 2012年10月5日 ISBN 978-4-08-771475-3 | 2015年4月17日 ISBN 978-4-08-745303-4 | 『小説すばる』 2011年1月号 - 8月号  |
| ストレイヤーズ・クロニクル ACT-3 | 2013年4月5日 ISBN 978-4-08-771506-4  | 2015年5月20日 ISBN 978-4-08-745315-7 | 『小説すばる』 2012年5月号 - 11月号 |

## 映画
2015年6月27日公開。監督は瀬々敬久。脚本は喜安浩平。
映画主題歌を担当するのは初となるロックバンド、ゲスの極み乙女。が、主題歌「ロマンスがありあまる」と挿入歌「サイデンティティ」を書き下ろす。主題歌には映画本編の台詞が歌詞の一部として使用される。
全国246スクリーンで公開され、初週2015年6月27日・28日の全国映画動員ランキング(興行通信社調べ)では、動員4万8412人、興行収入6451万5600円を記録し、初登場7位にランクイン。

### キャスト
- スバル（荏碕昴） - 岡田将生
- 学 - 染谷将太
- 沙耶 - 成海璃子
- モモ - 松岡茉優
- 静 - 高月彩良
- 良介 - 清水尋也
- 壮 - 鈴木伸之
- ヒデ - 栁俊太郎
- 隆二 - 瀬戸利樹
- 亘 - 白石隼也
- 碧 - 黒島結菜
- 赤城 - 青木崇高
- 神谷昌樹 - 忍成修吾
- 三上悠里 - 岸井ゆきの
- 宇佐美 - 渡辺大
- 三宅 - 日向丈
- リム・シェンヤン - 団時朗
- 丸山聡志 - 本郷奏多
- 寛人 - 布施紀行
- その他 - 奥野繁、池田政典、国枝量平、中脇樹人、荻野友里、和木亜央、中川哲、藤本恭子、安野恭太、鶴井宗貴、池上幸平、さとうかよこ、久保浩子、阿部栞奈、堀内泰佑、渡邉このみ、深田真弘、高村佳偉人、荒木飛羽、吉澤太陽、高橋琉晟、今井紗来、伊藤歩夢、磯野恵大、清水美沙、市原伽恋、酒井和哉、白井珠希、佐藤真子、江藤修平、松木研也、橋本有紗、小野孝弘、原田舞美、宮崎紗也絵、前原梨奈、杉浦芳理、鬼塚庸介、鈴木雄一郎、佐藤美彩希、Steve Jean、Ozwald Kouame、Antnio Castaneda、Hamid Vesali、Sebastian K、Renato Sezaru、Mounir el Arfaoui、Leno、Avi Mazalto
- 井坂 - 豊原功補
- 大曾根誠 - 石橋蓮司
- 渡瀬浩一郎 - 伊原剛志

### スタッフ
- 原作 - 本多孝好『ストレイヤーズ・クロニクル』（集英社刊）
- 監督 - 瀬々敬久
- 脚本 - 喜安浩平、瀬々敬久
- 音楽 - 安川午朗
- 主題歌 - ゲスの極み乙女。「ロマンスがありあまる」（unBORDE / ワーナーミュージック・ジャパン）
- 挿入歌 - ゲスの極み乙女。「サイデンティティ」（unBORDE / ワーナーミュージック・ジャパン）
- 製作 - 中山良夫、福田太一、藪下維也、柏木登、下田淳行、米田弘志、熊谷宜和、茨木政彦
- ゼネラルプロデューサー - 奥田誠治
- エグゼクティブプロデューサー - 門屋大輔
- 企画・プロデュース - 佐藤貴博
- プロデューサー - 下田淳行
- 撮影 - 近藤龍人
- 照明 - 藤井勇
- 美術 - 磯見俊裕
- 装飾 - 天野竜哉
- 録音 - 小松崎永行
- VFXスーパーバイザー - 前川英章
- VFX制作 - デジタル・フロンティア
- アクション監督 - 下村勇二
- 編集 - 早野亮
- スクリプター - 松澤一美
- スタイリスト - 纐纈春樹
- ヘアメイク - 橋本申二
- 助監督 - 李相國
- 製作担当 - 星野友紀
- ラインプロデューサー - 及川義幸
- 配給 - ワーナー・ブラザース映画
- 制作プロダクション - ツインズジャパン
- 企画製作 - 日本テレビ放送網
- 製作 - 映画「ストレイヤーズ・クロニクル」製作委員会（日本テレビ放送網、ワーナー・ブラザース映画、讀賣テレビ放送、バップ、ツインズジャパン、D.N.ドリームパートナーズ、電通、集英社、札幌テレビ放送、宮城テレビ放送、静岡第一テレビ、中京テレビ放送、広島テレビ放送、福岡放送）

### エピソード
映画史上初となる「本編を107日連続配信」が行われる。“大人になろうとしています。”をコンセプトに「0107（オトナ）・クロニクル」と題し、毎日6秒間ずつ本編映像を配信。
4月7日には、10代の登場人物たちにちなんで、10代の女子高生100人を集めた上映会「キックオフスクリーニング」が行われた。

### Blu-ray / DVD
2015年11月4日発売。発売・販売元はバップ。
- ストレイヤーズ・クロニクル（2枚組）
  - ディスク1：本編ディスク
  - ディスク2：特典ディスク（Blu-ray版はBlu-ray、DVD版はDVDで収録）
    - MAKING OF ストレイヤーズ・クロニクル
    - イベント集（ジャパンプレミア、初日舞台挨拶）
    - ゲスの極み乙女。「ロマンスがありあまる」PV撮影密着映像特別版
    - 特報・劇場予告編集・TVスポット集
    - SPECIAL MOVIE（チームスバル / チームアゲハ）

  - 封入特典
    - 全特殊能力者オリジナルキャラカード（11枚）

  - 特製スリーブケース付きデジパック仕様